# Hiroto Ishikawa
Hiroto Ishikawa (石川 啓人 Ishikawa Hiroto?, Fukuoka, 16 de julio de 1998) es un exfutbolista japonés que jugaba como centrocampista.

## Trayectoria

### Clubes
| Club                     | País  | Año       |
| ------------------------ | ----- | --------- |
| Sagan Tosu               | Japón | 2016-2020 |
| Roasso Kumamoto (cedido) | Japón | 2020      |
| Renofa Yamaguchi F. C.   | Japón | 2021-2024 |